# Xue Long
Xue Long (雪龙, Xuělóng, «Сюэлун», неофициально можно перевести на русский язык как «Снежный дракон») — научно-исследовательское судно ледового класса, единственный (до 2019) ледокол в Китае, был построен в 1993 году на Херсонском судостроительном заводе, на Украине. Приобретён Китаем в 1994 году.
Тип судна (построечный): одновинтовой, двухпалубный, ледокольно-транспортный теплоход, с носовым расположением надстройки, четырехтрюмный, приспособленный для вертикальной и горизонтальной грузообработки с помощью грузовых кранов, аппарели, судовых вертолётов, платформ на воздушной подушке, а также плавучих средств судового базирования.

## Строительство
Судно изначально было построено для китайских ученых. Базовый проект — ледоколы проекта 10621.
Дважды было серьёзно модернизировано для проведения глубоководных исследований и увеличения сотрудников на борту. 
Во время последней модернизации, в 2013 году, главный двигатель был заменен на новую модель, изменен пропульсивный комплекс. Полный объём модернизаций точно неизвестен, но у судна значительно увеличено количество внутренних кают, соответственно можно брать на борт до 100 научных сотрудников. Судно дооборудовано глубоководным спускаемым аппаратом. 
Планируемый срок дальнейшей эксплуатации судна — не менее 15 лет (до 2030 года). 

## Эксплуатация
«Сюэлун» участвовало в Арктических и Антарктических экспедициях. 
Все экспедиции достаточно широко и ярко освещаются в средствах массовой информации Китая и в докладах китайских ученых по проблемам Арктики и Антарктики.

### Поход по Северному морскому пути
Ледокол Xue Long с начала июля по 2 августа 2012 года совершил поход по Северному морскому пути из китайского Циндао в Исландию. С 22 июля по 2 августа китайскому научному судну удалось пройти Чукотское море, Восточно-Сибирское море, море Лаптевых, Карское море и Баренцево море. Пройдя по «северо-восточному маршруту» 2894 морских миль «Сюэлун» стал первым китайским судном прошедшим этим маршрутом. Поход был осуществлен в рамках масштабной китайской экспедиции в Арктику длившейся 90 дней. На борту присутствовали 120 человек, включая ученых из разных стран мира. Во время похода к хребту Менделеева и Канадской котловине провели изучение физического и химического состава вод высокоширотной Арктики. 29 сентября корабль вернулся из похода в Шанхай.

### Спасение судна «Академик Шокальский»
Российское судно «Академик Шокальский», принадлежащее Дальневосточному научно-исследовательскому гидрометеорологическому институту «Росгидромета», 24 декабря 2013 года было заблокировано льдом в Антарктике. Рано утром 25 декабря с судна получен сигнал бедствия. Ледокол Xue Long принял участие в спасательной операции, пробив проход к застрявшему судну. К 30 декабря Xue Long приблизился на расстояние 20 километров от терпящего бедствие судна. Из-за слишком большой толщины паковых льдов, ледокол не смог пробить путь к «Академику Шокальскому». 1 января 2014 года принято решение провести эвакуацию людей с терпящего бедствие судна с помощью корабельного вертолёта с ледокола Xue Long. 2 января 52 пассажира с судна «Академик Шокальский» были эвакуированы вертолётом на австралийский ледокол Aurora Australis. 4 января ледокол Xue Long застрял во льдах в море Дюрвиля недалеко от Антарктиды.

## Преемники
- Xue Long 2  («Снежный дракон – 2»), построен в 2019 г.
- Xue Long 3 («Снежный дракон – 3»). О намерении КНР строить новый тяжелый ледокол стало известно в конце декабря 2019 года, он будет заложен на китайской верфи в следующие два года. На ледоколе хотят установить пиковые газовые турбины, которые позволят ему при мощности до 50 МВт пробиваться через двухметровый лед.[4]